# Малороссийский 14-й драгунский полк
14-й драгунский Малороссийский Наследного Принца Германского и Прусского полк (с 26.07.1914 — 14-й драгунский Малороссийский полк) — кавалерийская воинская часть Русской императорской армии. С 1875 года входил в состав 14-й кавалерийской дивизии.

## Места дислокации
- 1807 — Кирхгольм и другие предместья Риги, Лифляндская губерния. Полк входил в состав 3-й дивизии.
- 1820 — Старый Оскол Курской губернии[1]. Полк входил в состав 3-й кирасирской дивизии.
- 1837 — Новая Прага, Царство Польское. Полк входил в состав 2-й кирасирской дивизии.
- 1861 — Калязин Тверской губернии. Полк входил в состав 7-й кавалерийской дивизии.
- 1863 — Старица Тверской губернии.
- 1866 — Ковно, Ковенская губерния.
- 1875 — Белосток Гродненской губернии.
- Со второй половины 1875 г.—1909 — Сташев Радомской губернии. Полк вошел в состав вновь образованной 14-й кавалерийской дивизии.
- 1911—1914 — Калиш Калишской губернии.

## Формирование полка
- Сформирован из рекрут в армии князя Потемкина 14 января 1785 г., в составе 2-х батальонов, под названием 10-го гренадерского полка.
- 20 октября 1786 г. назван Малороссийским гренадерским полком.
- 16.05.1790 г. — Конногренадерский Военного Ордена полк. Приведен в состав 6-ти эскадронов. Временно на пешей службе.
- 06.05.1793 г. — полк стал конным, в соответствии со штатом драгунских полков.
- 29.11.1796 г. — Малороссийский кирасирский полк. Приведен в состав 5-ти эскадронов.
- 25.10.1798 г. — кирасирский генерал-майора Костылева полк
- 23.01.1799 г. — кирасирский генерал-майора князя Ромодановского-Ладыженского полк.
- 29.03.1801 г. — Малороссийский кирасирский полк
- 27.12.1812 г. — полк приведен в состав 6-ти действующих и одного запасного эскадронов.
- 28.05.1829 г. — кирасирский Принца Альберта Прусского полк.
- 26.06.1856 г. — полк приведен в состав 6-ти действующих и 2-х резервных эскадронов.
- 01.11.1856 г. — полк приведен в состав 4-х действующих и одного резервного эскадронов.
- 19.03.1857 г. — Малороссийский кирасирский Принца Альберта Прусского полк.
- 30.11.1857 г. — Малороссийский кирасирский Принца Альберта Прусского кадровый полк.
- 14.05.1860 г. — к Арзамасскому драгунскому полку присоединен штандартный взвод Малороссийского кирасирского принца Альберта Прусского кадрового полка. Полк назван — Малороссийский драгунский Принца Альберта Прусского полк.
- 25.03.1864 г. — 14-й драгунский Малороссийский Принца Альберта Прусского полк.
- 23.05.1865 г. — 14-й драгунский Малороссийский полк[2].
- 07.10.1872 г. — 14-й драгунский Малороссийский полк.
- 18.08.1882 г. — 40-й драгунский Малороссийский полк.
- 04.01.1903 г. — 40-й драгунский Малороссийский наследного принца Германского и Прусского полк.
- 06.12.1907 г. — 14-й драгунский Малороссийский наследного принца Германского и Прусского полк.
- 01.08.1914 г. — 14-й Драгунский Малороссийский полк.

## Боевые действия

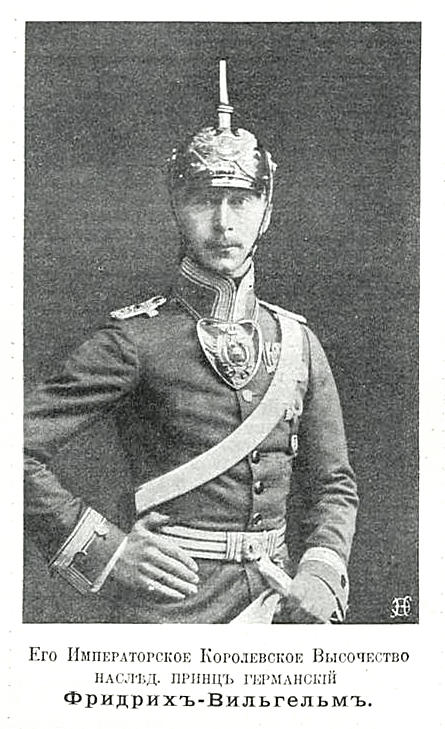
Кронпринц Вильгельм
Фото из «ВЭС»

- 1787-1791 гг. — русско-турецкая война: 6.10.1790 г. — участвовал в атаке и взятии ретраншемента, прикрывавшего предместье Килии
  - 1806-1807 гг. — русско-прусско-французская война:
    - 22.10.1806 г. — полк перешел границу у Гродны в составе 3-й дивизии генерала Сакена
    - 1.11.1806 г. — полк расположился у Остроленки
    - 14.12.1806 г. — участвовал в сражении при Голымине
    - 23.01.1807 г. — участвовал в сражении при Вальтерсмюле
    - 27.01.1807 г. — участвовал в битве при Прейсиш-Эйлау
- 1812 г. — Отечественная война: в составе 2-й кирасирской дивизии, причисленной к 8-му пехотному корпусу: 5.11.1812 г. — участвовал в сражении при Красном
- 1813 г. — заграничные походы: в составе 3-й кирасирской дивизии, причисленной к кавалерийскому корпусу князя Голицына
- 1830-1831 гг. — подавление польского мятежа:
  - 01.1831 г. — в составе 3-й кирасирской дивизии 3-го резервного корпуса перешел границу Царства Польского.
  - 10.05.1831 г. — участвовал в бою у Нура
  - 14.05.1831 г. — участвовал в сражении при Остроленке
  - 25-26.08.1831 г. — участвовал в штурме Воли и Варшавы

## Шефы
- 20.10.1786 — хх.хх.хххх — генерал-фельдмаршал граф Румянцев-Задунайский, Пётр Александрович
- хх.хх.1792 — хх.хх.1796 — генерал-майор (с 29.10.1794 генерал-поручик, с 22.09.1795 генерал-адъютант, с 16.09.1796 генерал-аншеф) (с 27.01.1793 граф) Зубов, Валериан Александрович
- 03.12.1796 — 10.04.1797 — генерал-лейтенант Шепелев, Пётр Амплиевич
- 10.04.1797 — 09.12.1797 — генерал-майор Селевин, Иван Яковлевич
- 09.12.1797 — 25.10.1798 — генерал-майор (с 08.04.1798 князь) Ладыженский (с 08.04.1798 Ромодановский-Ладыженский), Александр Николаевич
- 25.10.1798 — 23.01.1799 — генерал-адъютант генерал-майор Костылев, Марк Абрамович
- 23.01.1799 — 17.05.1806 — генерал-майор (с 14.11.1799 генерал-лейтенант) князь Ромодановский-Ладыженский, Александр Николаевич
- 24.09.1806 — 11.10.1806 — полковник Дятков, Степан Васильевич
- 11.10.1806 — 01.09.1814 — полковник (с 24.05.1807 генерал-майор, с 15.09.1813 генерал-лейтенант ) барон Дука, Илья Михайлович
- 28.05.1829 — 07.10.1872 — принц Прусский Альберт
- 27.02.1862 — 25.11.1879 — генерал-адъютант генерал от кавалерии барон Мейендорф, Феофил Егорович — 2-й шеф
- 04.01.1903 — 26.07.1914 — наследный принц Германский и Прусский Фридрих-Вильгельм

## Командиры
Командующий в дореволюционной терминологии означал временно исполняющего обязанности начальника или командира.

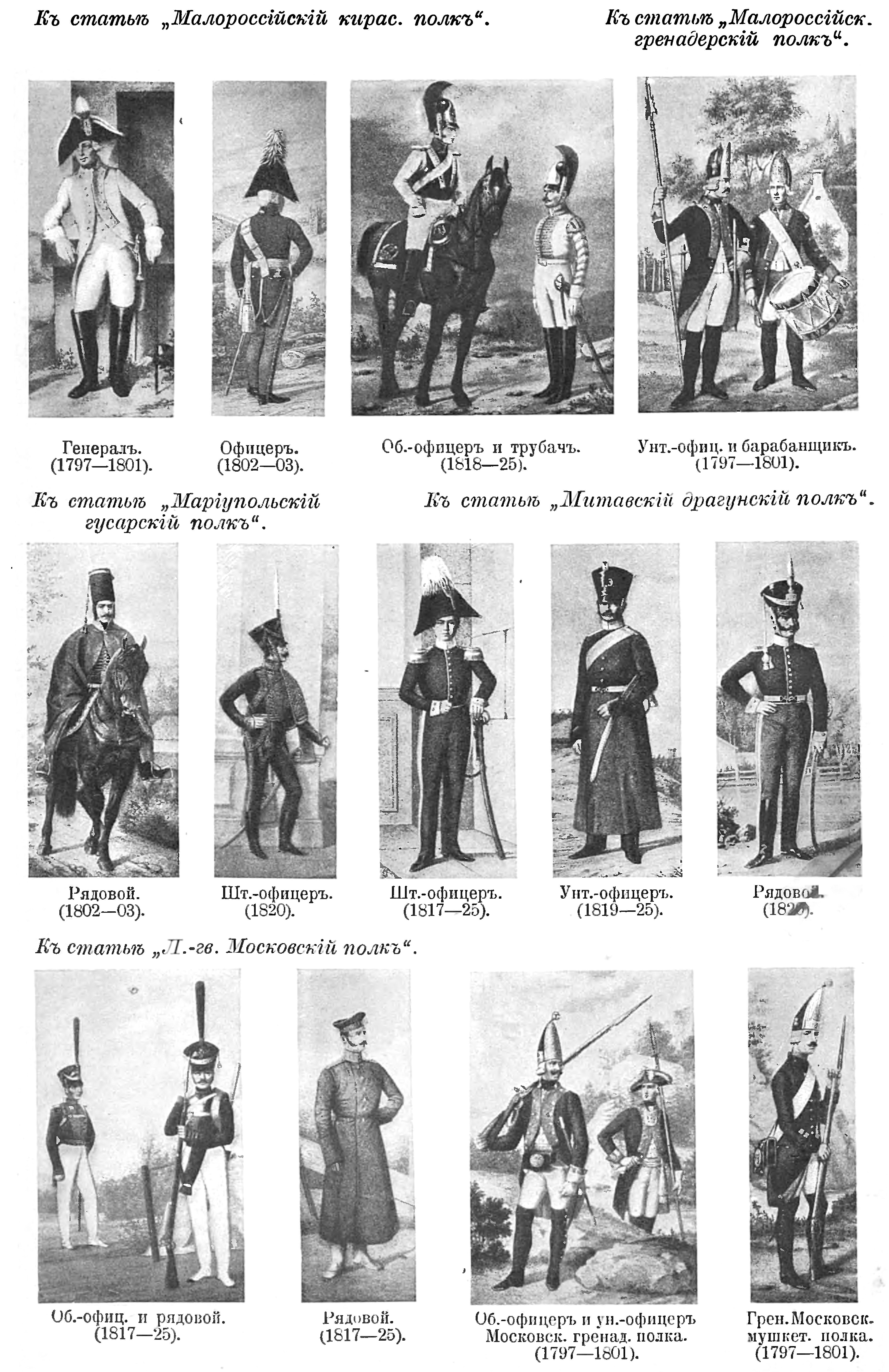
Рис. из «Военной энциклопедии»

- до 1787 — 05.02.1790 — полковник (с 21.04.1789 бригадир) граф Разумовский, Лев Кириллович
- 05.01.1793 — хх.хх.1796 — полковник Мелиссино, Алексей Петрович
- 1796/1797 — 07.10.1797 — полковник Бессин, Иван Мартынович
- 07.10.1797 — 03.03.1798 — полковник Свечин, Александр Сергеевич
- 27.12.1798 — 26.01.1800 — полковник Пушкин, Алексей Михайлович
- 22.02.1800 — 28.05.1800 — полковник Есипов, Фёдор Степанович
- 28.05.1800 — 09.09.1800 — полковник Хомяков, Григорий Афанасьевич
- 20.12.1800 — 14.10.1801 — полковник Наумов, Николай Александрович
- 14.10.1801 — 25.08.1803 — генерал-майор Львов, Пётр Николаевич
- 01.01.1804 — 24.09.1806 — полковник Дятков, Степан Васильевич
- 23.01.1808 — 24.12.1811 — полковник Бурдуков, Василий Васильевич
- 24.12.1811 — 28.09.1813 — командующий майор Шатилов, Тимофей Андреевич
- 28.09.1813 — 29.08.1814 — генерал-майор Протасов, Алексей Андрианович
- 29.08.1814 — 05.01.1815 — подполковник Осипов
- 05.01.1815 — 01.06.1815 — подполковник Рикорд, Александр Иванович
- 01.06.1815 — 31.01.1816 — майор Шатилов, Тимофей Андреевич
- 31.01.1816 — 08.02.1818 — полковник Сольдаен, Христофор Фёдорович
- 17.02.1818 — 25.04.1825 — полковник Ланской, Сергей Петрович
- 25.04.1825 — 10.11.1831 — полковник (с 21.02.1831 флигель-адъютант, с 22.08.1831 генерал-майор) барон Мейендорф, Егор Фёдорович
- 22.02.1832 — 28.07.1832 — командующий подполковник Сталь фон Гольштейн
- 06.08.1832 — 06.12.1834 — полковник Дуров, Дмитрий Николаевич
- 06.12.1834 — 01.01.1839 — флигель-адъютант полковник граф Ржевуский, Адам Адамович
- 01.01.1839 — 19.06.1840[3] — полковник Шеле, Христиан Густавович[2]
- 19.09.1840 — 01.01.1846 — полковник Гавловский, Фабиан Петрович
- 01.01.1846 — 24.12.1848 — полковник фон Фридрихс, Густав Карлович
- 24.12.1848 — 25.04.1858 — полковник (с 11.04.1854 генерал-майор) Баумгартен, Николай Карлович
- 25.04.1858 — 27.05.1860 — полковник князь Манвелов, Николай Николаевич
- 27.05.1860 — 07.06.1862[4] — полковник Хелмицкий, Людвиг Фомич
- 07.06.1862 — после 03.05.1865 — полковник Матвеев, Василий Павлович
- до 01.10.1866 — 20.08.1869 — полковник князь Абамелик, Артемий Давидович
- 20.08.1869 — 22.01.1874 — полковник барон Мейендорф, Николай Егорович
- 22.01.1874 — 23.09.1880 — полковник Ризенкампф, Николай Александрович
- 23.09.1880 — 23.03.1884 — полковник Адамович, Михаил Ефремович
- 23.03.1884 — 27.11.1889 — полковник Зыков, Иван Сергеевич
- 23.12.1889 — 29.07.1891 — полковник Волькенау, Иван Васильевич
- 11.08.1891 — 01.03.1895[5] — полковник Ав-Мейнандер, Николай Оттович
- 17.03.1895 — 06.02.1901 — полковник Назаров, Константин Александрович
- 22.03.1901 — 15.01.1905 — полковник фон Крузенштерн, Алексей-Эберт Карлович
- 11.01.1905 — 03.10.1907 — полковник Васьянов, Владимир Иванович
- 03.11.1907 — 09.07.1912 — полковник Шперлинг, Роберт Робертович
- 09.07.1912 — 05.03.1915 — полковник (с 11.02.1915 генерал-майор) Сенча, Владимир Иванович
- 15.03.1915 — 19.12.1915 — полковник Свечин, Михаил Андреевич
- 18.01.1916 — 03.02.1917 — командующий генерал-майор Милович, Дмитрий Яковлевич
- 27.02.1917 — 02.09.1917 — полковник Поляков, Никита Андреевич
- 02.09.1917 — после 26.10.1917 — полковник Пушкин, Александр Анатольевич

## Боевые отличия
- Полковой Георгиевский штандарт с надписью: «За отличие при поражении и изгнании неприятеля из пределов России в 1812 г.» и «1785—1885», с Александровской юбилейной лентой.
- Знаки на головные уборы с надписью: «За отличие».